# Bruges-La-Morte (película)
Bruges-La-Morte es una película de romance y terror de 1978, dirigida por Ronald Chase, que también estuvo a cargo de la fotografía y a su vez la escribió junto a Pier Luigi Farri, el elenco está compuesto por Anthony Daniels, Richard Easton y Nickolas Grace, entre otros. El filme se estrenó en 1978 y fue rodado en locaciones de la antigua ciudad de Brujas.

## Sinopsis
Un hombre conoce a una bailarina que es muy parecida a su esposa ya fallecida, a la que adora. Su encuentro ocasiona una pesadilla que lo dirige a un paseo de medianoche por canales foscos, rememoraciones, a un espectáculo de teatro en un cementerio en el cual asimila verdades más oscuras aun.